# 金井道夫
金井 道夫（かない みちお、1951年 <昭和26年> - ）は、日本の国土交通・農林水産技官、教育者。中部地方整備局長、道路局長、愛知工業大学客員教授、筑波大学客員教授を歴任。瑞宝中綬章受章。

## 経歴・人物
神奈川県出身、1975年3月 東京大学工学部卒業、同年4月 建設省入省、同道路局企画課道路計画調整官、1996年 (平成8年) 4月 農林水産省構造改善局計画部事業計画課事業総合調整室長、中部地整道路部長、2001年7月 道路局有料道路課長、2005年4月 同企画課長、同年10月 大臣官房審議官、2006年7月 大村哲夫の後任として中部地方整備局長、2008年7月 同職を佐藤直良と交代し宮田年耕の後任として道路局長、2011年1月 菊川滋を後任として退官。
退官後は愛知工業大学客員教授、筑波大学客員教授を務め、国土政策研究所主催の講演などを行った。他、一般財団法人ITSサービス高度化機構理事長、一般社団法人日本建設機械施工協会代表理事・会長。

## 栄典
- 2021年 秋の叙勲で国土交通行政事務功労により瑞宝中綬章を受章[10]